# Club Africain (volleyboll, damer)
Club Africain (arabiska: النادي الإفريقي) är damvolleybollsektionen av Club Africain. Sektionen bildades 1958. Den har, trots flera avbrott i verksamheten, nått betydande framgångar. Laget har blivit tunisiska mästare 12 gånger (1980-1987, 1990-1991 och 1993-1994) och vunnit tunisiska cupen 8 gånger (1983-1985, 1987-1991).